# 商胤祥
商胤祥（1579年—1639年），字咸一，號發吾，湖廣承天府鍾祥縣人，明朝政治人物。

## 生平
辛卯湖广鄉試七十五名舉人，萬曆三十八年庚戌科會試二十八名，第三甲第一百名進士。都察院觀政，授直隸順德府任縣知縣，卒于官

## 家族
曾祖商大魁；祖商贇，選貢任陝州；父商頌；母幸氏。永感下。兄胤吉（冠帶儒士），弟胤泰；胤亨。子原濬；原哲；原契；原履；原甲。